# Kimihiro Hamaya
Kimihiro Hamaya (japanisch 浜谷 公宏 Hamaya Kimihiro; * 21. März 1963 in Nemuro) ist ein ehemaliger japanischer Eisschnellläufer.

## Werdegang
Hamaya wurde im Jahr 1982 japanischer Meister im Sprint-Mehrkampf und kam zudem bei japanischen Meisterschaften zweimal auf den zweiten Platz sowie einmal auf den dritten Platz. International trat er erstmals bei der Sprintweltmeisterschaft 1982 in Alkmaar in Erscheinung, wobei er den 21. Platz errang. Bei der Sprintweltmeisterschaft im folgenden Jahr in Helsinki lief er auf den 11. Platz. In der Saison 1983/84 belegte er bei den Olympischen Winterspielen 1984 in Sarajevo den 29. Platz über 1500 m sowie den 22. Rang über 1000 m und bei der Sprintweltmeisterschaft 1984 in Trondheim den neunten Platz. In den folgenden Jahren wurde er bei der Sprintweltmeisterschaft 1985 in Heerenveen Zwölfter und bei der Sprintweltmeisterschaft 1986 in Karuizawa Zehnter. Zudem nahm er in der Saison 1985/86 und 1986/87 am Eisschnelllauf-Weltcup teil und erreichte dabei im November 1985 in Berlin mit dem siebten Platz über 500 m seine beste Platzierung in dieser Rennserie. In der Saison 1987/88 lief er bei der Sprintweltmeisterschaft 1988 in West Allis auf den siebten Platz und startete bei den Olympischen Winterspielen 1988 in Calgary letztmals international. Dabei errang er über 500 m und 1000 m jeweils den 13. Platz.

## Erfolge

### Olympische Spiele
- 1984 Sarajevo: 17. Platz 1000 m, 29. Platz 1500 m
- 1988 Calgary: 13. Platz 500 m, 13. Platz 1000 m

### Sprint-Weltmeisterschaften
- 1982 Alkmaar: 21. Platz Sprint-Mehrkampf
- 1983 Helsinki: 11. Platz Sprint-Mehrkampf
- 1984 Trondheim: 9. Platz Sprint-Mehrkampf
- 1985 Heerenveen: 12. Platz Sprint-Mehrkampf
- 1986 Karuizawa: 10. Platz Sprint-Mehrkampf
- 1988 West Allis: 7. Platz Sprint-Mehrkampf

## Persönliche Bestleistungen
| Disziplin | Zeit        | Datum           | Ort     |
| --------- | ----------- | --------------- | ------- |
| 500 m     | 37,11 s     | 30. Januar 1988 | Calgary |
| 1000 m    | 1:14,11 min | 23. Januar 1988 | Calgary |
| 1500 m    | 1:59,23 min | 15. Januar 1984 | Inzell  |